# Sette savi

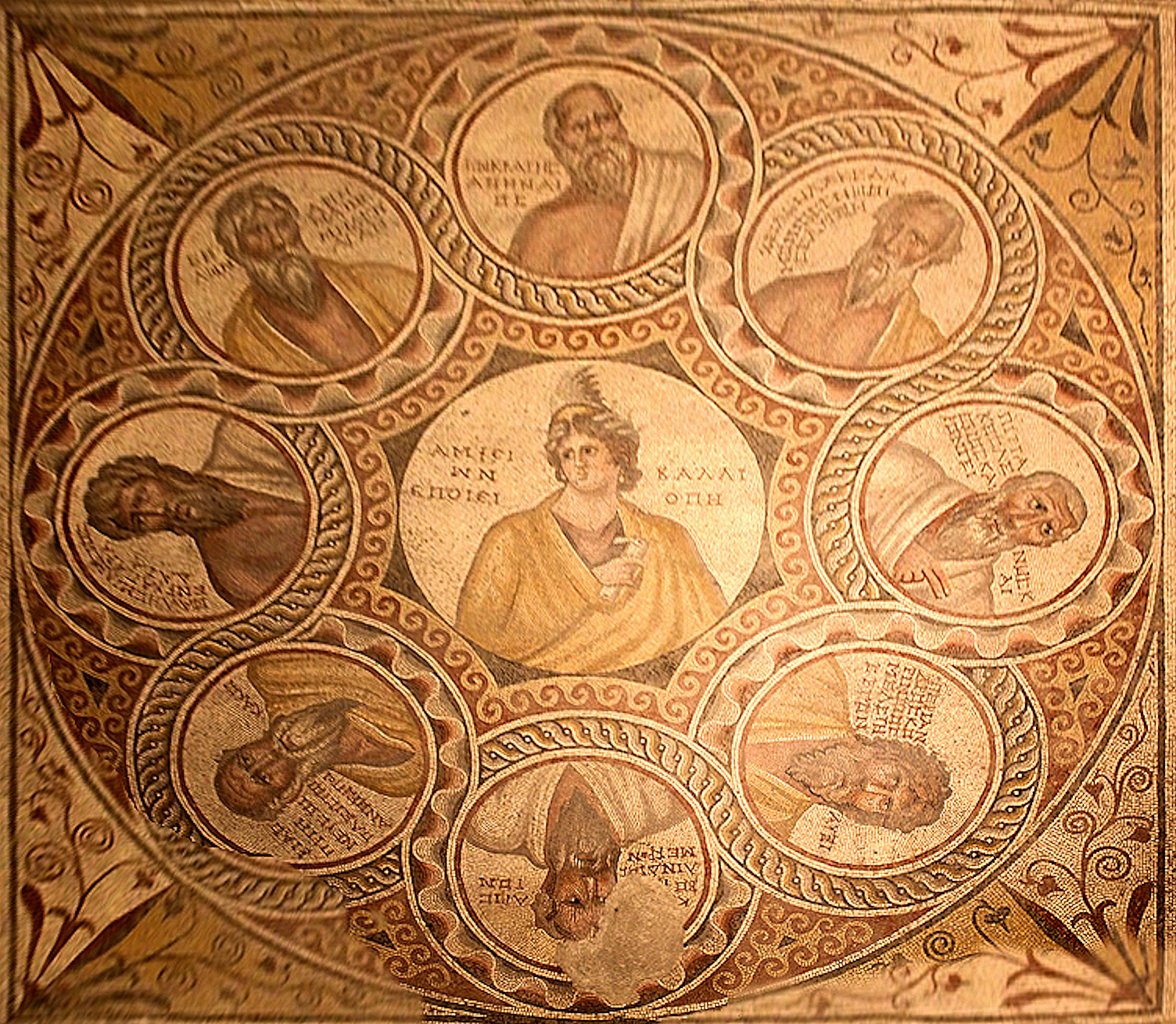
Mosaico rappresentante i "Sette sapienti" (Baalbek, III secolo d.C., oggi al Museo nazionale di Beirut). Al centro Calliope, in senso orario da sopra: Socrate, Chilone, Pittaco, Periandro, Cleobulo (sezione danneggiata), Biante, Talete, Solone.

I  sette savi o sette sapienti (in greco: οἱ ἑπτά σοφοί, hoi hepta sophoi) furono alcune personalità pubbliche dell'antica Grecia vissute in un periodo compreso tra la fine del VII e il VI secolo a.C. (tra circa il 620 a.C. e il 550 a.C.), esaltate dai posteri come modelli di saggezza pratica e autori di massime poste a fondamento della comune sensibilità culturale greca.

## Composizione

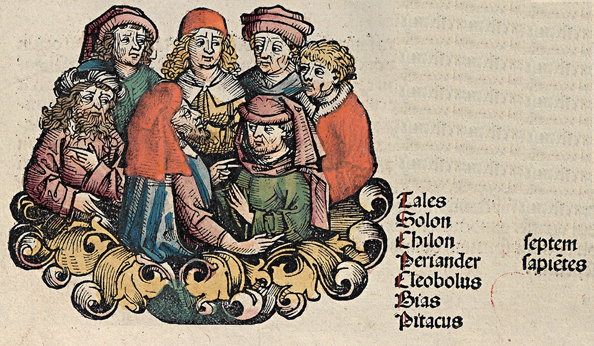
I sette sapienti immaginati nelle Cronache di Norimberga

Le fonti antiche discordano su quali pensatori greci fossero da annoverare tra i Sette sapienti. Inoltre la prima attestazione del gruppo così definito non è precedente a Platone (e quindi agli inizi del IV secolo a.C.), anche se i singoli personaggi sono comunque attestati anche in fonti precedenti (in particolare con Talete come filosofo e matematico e Solone come legislatore di Atene, come nelle Storie di Erodoto).
Platone, il primo a enumerare i "Sette savi" (nel Protagora), li elenca così:
(Protagora, 343a)
Nelle liste pervenuteci vengono citati pressoché universalmente Talete, Solone, Biante e Pittaco; nella maggior parte compaiono anche i nomi di Cleobulo e Chilone; mentre Misone è stato spesso trascurato come una figura scialba e priva d'importanza, tanto da essere stato sostituito da Periandro tiranno di Corinto in una lista risalente almeno a Demetrio Falereo, importante discepolo di Aristotele. L'elenco di Demetrio (comprendente perciò Talete, Pittaco, Biante, Solone, Cleobulo, Chilone e Periandro in luogo del Misone platonico), ebbe la massima diffusione nell'antichità ed è tuttora quello più comunemente citato. Secondo un'altra ipotesi opposta però, risalente già all'antichità, sarebbe stato lo stesso Platone a sostituire Misone a Periandro poiché quest'ultimo sarebbe stato odiato a causa della sua tirannide.
Oltre alle liste già citate ne circolavano anche altre, che al posto di Misone e Periandro (e a volte anche di Chilone e Cleobulo) presentavano altri nomi, alcuni scopertamente leggendari o semi-leggendari: Epimenide di Creta, Leofanto Gorgiade, Aristodemo di Sparta, Ferecide di Siro, Pitagora di Samo, Anacarsi, Anassagora, Acusilao di Argo, Laso da Ermione, Orfeo, Epicarmo, Pisistrato, Lino, Panfilo.
Diogene Laerzio ci ragguaglia sulle successive elaborazioni dell'elenco:
(Vite dei filosofi, I 13)
Se l'origine documentaria storica dell'elenco dei sette savi rimane quantomeno incerta, già in epoca classica circolavano diverse narrazioni leggendarie relative alla prima redazione dell'elenco stesso, in seguito raccolte da Diogene Laerzio nelle sue Vite. L'elemento comune era il racconto del tripode sacro ad Apollo.

## Pensiero

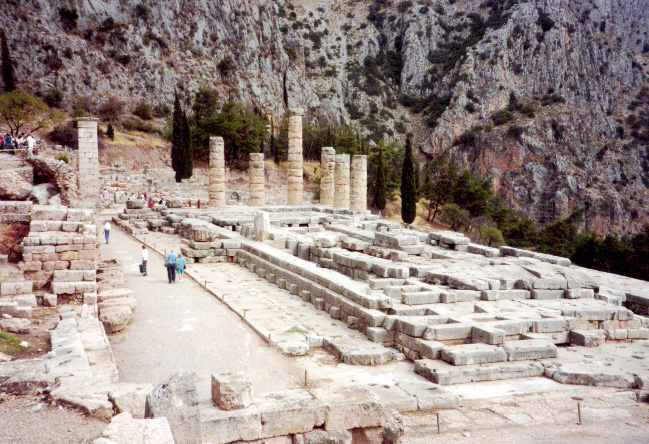
Resti del tempio di Apollo a Delfi

Nonostante siano in genere indicati tra i primordi della coscienza speculativa greca e compaia tra di essi colui che è solitamente considerato come il primo filosofo greco, Talete di Mileto, non tutti li considerano pienamente filosofi, poiché il loro interesse fu principalmente rivolto alla condotta pratica e non alla speculazione.
Oltre all'attività politica presso le rispettive città-Stato, a contribuire alla fama dei Sette savi fu il patrimonio di sentenze e massime - vale a dire di osservazioni e consigli - a loro attribuite, che in seguito furono spesso citate nelle orazioni degli antichi.
Del pensiero dei sette sapienti non ci è giunta d'altra parte alcuna opera organica, anche se è possibile identificare tratti comuni tra le singole sentenze, che si caratterizzano per la loro lapidaria laconicitàː già Platone lodava tali brevi motti, detti massime gnomiche o sapienziali (dal greco γνώμη gnōme, sentenza sapienziale), come il frutto più pregiato delle riflessioni degli antichi savi.
Sebbene non sia dato verificarne con certezza la paternità, dagli apoftegmi a loro attribuiti, che in pratica inaugurano la storia del pensiero occidentale, ci è possibile intravedere la formazione di un sapere di tipo etico che si distacca dalla religione omerica tradizionale per assumere i connotati propri di un sapere oggettivo e razionale, tipicamente filosofico.
Nonostante i dubbi sulla loro autentica attribuzione, essi sono comunque significativi proprio per la considerazione di cui godevano nell'antichità come fondazione la più antica, e quindi la più autorevole, della vera saggezza. Per alcuni di essi in particolare non v'è da dubitare della loro antichità, anche come motti popolari.
Tratti comuni, pur nella varietà delle situazioni di vita prese in considerazione, sono l'esortazione all'autosservazione e all'autovalutazione delle proprie scelte, compendiata nel celeberrimo motto delfico "conosci te stesso" e l'esortazione alla mēsotes ispirata a giustizia (dike), alla scelta del giusto mezzo e alla moderazione, contrapposta alla hýbris: significativo a questo proposito il motto d'elezione di Solone, "nulla troppo".

## Riferimenti
Le Terme dei Sette Sapienti, un complesso termale del II secolo d.C. della città romana di Ostia, prendono il nome da un affresco dove erano raffigurati i Sette sapienti, quattro dei quali ancora conservati ed identificati dalle scritte in latino: SOLON ATHENAIOS, THALES MEILESIOS, CHEILON LAKEDAIMONIOS e [Biante] PRIENEUS.